# Kaić (prezime)

## Prezime Kaić kroz stoljeća u Bačkoj
Ista prezimena su se različito pisala u različitim vremenskim razdobljima. To se posebno odnosi na pisanje slova [ć]. U Bačkoj za vrijeme Austro-Ugarske vladavine, slavenska prezimena koja su se završavala zvukom [ć] su bila pisana kao ch, ts, cs ili ty.

- Po latinskom pravopisu koji je u to vrijeme bio službeni jezik kao:

Kai[ch]

- Prema mađarskom pravopisu kao:

Kai[ts]  /  Kai[cs]  /  K[á]i[cs]  /  Kai[ty]  /  K[á]i[ty]

- Ili čak i mješavina gornjih:

K[á]i[ch]

- A za usporedbu da napomenemo da prema talijanskom pravopisu kao:

Cai[ch] (premda se ova verzija nije koristila na teritoriji bivše Austro-Ugarske)

### Dvije istaknute Kaić obitelji koje su nezavisno zaslužile plemićki status
Riječ je o Jakovu Kaiću s jedne strane i braći Tomi, Franji, Ivanu i Bartulu Kaiću.
Premda se ne zna da li je Jakov uopće bio u rodbinskoj vezi s ovom četvoricom ili ne, ni to jesu li zajedno došli u ove krajeve i kada su došli.
Neki predpostavljaju da su bili istog roda jer su im grbovnice prilično slične, ali naravno to još nije konkretan dokaz.

### Plemićka povelja zastavnika Jakova Kaića (u povelji je "Jacob Kaity")
- Plemićki list i grbovnica[1] dati su u Beču 3. kolovoza 1697. zastavniku Jakovu Kaiću, njegovoj supruzi Juliji Gavranović i djeci Luki, Marku, Josipu i Jeleni.
- Premda je Jakobovo plemstvo bilo dodijeljeno iste godine kada je bila senćanska bitka, zbog nekog nepoznatog razloga bilo mu je uručeno tek 20 godina kasnije. Tako da je plemstvo ovog ogranka obitelji Kaić bilo službeno proglašeno u Bačkoj županiji u Baji 28. siječnja 1717. godine.
- Subotica, 2. kolovoza 1743. Na prvoj sjednici Magistrata imenovani su dužnosnici grada i vijećnici zaklete općine, i medu njima je bio Luka Kaić [u dokumentu[2] je Lucas Kaics].
- 1798. u Bačkoj županiji upisano je plemstvo sljedećih Kaića iz ove obitelji: Josip, Luka, Adam i David.
- Po bačkom županijskom popisu napravjenog 10. ožujka 1800.[3] upisani su Luka (Lukács) Kaics, supruga Ana Križanović, sinovi Martin (1792) i Lovro (1797), a za prezime se onda koristila varijanta Kaics. Osim toga u subotičkim matičnim knjigama u periodu od 1687. do 1750. ovaj ogranak Kaića se također bilježi kao Kaics.
- Kraljevska donacija na posjede u Lemešu (Nemešmilitič) je data 9. prosinca 1803. godine.
- Dok po popisu pučanstva Bačko-Bodroške županije iz 1841. pripadnici ove plemićke loze (svi potomci Jakova Kaitya) se pojavljuju u: Baji (1 David udovac) i Lemešu (12). Zagrada označava broj članova obitelji upisane u popisu.

Grbovnica (1697): dvorepi zlatni lav na plavom štitu se propinje na desno, držeći Palmovu granu u desnoj šapi.

### Plemićka povelja obitelji Kaich
- Plemićki dekret (povelja)[4][5] i grbovnica[6] su prvo objavljeni u Ostrogonu 22. studenog 1698. godine kada je poručniku Tomi Kaiću (u povelji je Thoma Kaich), njegovoj ženi Jakovi Dulin, djeci Lovru i Josipu, braći mu Franji i Ivanu, Franjinoj ženi Jakovi Beretinović i kćerima Anastaziji i Uršuli, Ivanovoj ženi Agnezi Guganović i kćeri Mariji te Matiji, sinu pokojnog mu brata Bartula.
- Da bi plemstvo postalo punovažno, službeno je proglašeno na sjednici Bačke županije u Baji 18. studenog 1699. i ponovno potvrđeno 1771.
- Deset ogranaka ove obitelji je živjelo u Bačkoj županiji.
- Plemićki su list i grbovnicu Jakov Kaić i žena mu Julija Gavranović te djeca Jelena, Josip, Luka i Marko dobili u Beču 3. kolovoza 1769. godine.[7]
- Po bačkom županijskom popisu napravljenog 10. ožujka 1800.[3] u Lemešu (Nemešmilitič) (po gore spomjenutom dokumentu "Nemesmiliticsi Nobilium Familia") se bileže 3 obitelji s prezimenom Kaics, i jedan od njih je: Ivan (János) Kaics (za sada nemamo podatke o Petru Kaichu, dok je Ivan bio njegov brat od trećeg koljena), žena mu Kata Evetović, a sinovi: Nikola (nemamo podatke o lemeškom nadimku), Đuro (nemamo podatke o lemeškom nadimku), Andrija (Vrebalovi), Antun (Ružini, Vrebcovi) [Izgleda da je ovaj zapisnik bio madžarskog porijekla jer je sve Kaiće pisao na isti način: Kaics, bez obzira na razliku u pisanju između pojedinih plemenitih Kaić obitelji]
- Kraljevska donacija na posjede u Lemešu (Nemešmilitič) je postala službena 9. prosinca 1803. godine.
- Dok po popisu pučanstva Bačko-bodroške županije iz 1841. pripadnici ove plemićke loze (svi potomci Thome Kaicha - 1698. i njegovih braća) su se rasuli po: Subotici (8), Bačkoj Topoli (3), Bajmaku (12) i Lemešu (26). Zagrada označava broj članova obitelji upisane u popis.

Grbovnica (1698): dvorepi zlatni lav na plavom štitu se propinje na desno, držeći palminu granu u desnoj šapi.

## Vanjske poveznice
- Our surname trough centuries. Mirko Kaić internationally known as Emericus Kaich presents his family history. Inačica izvorne stranice arhivirana 4. ožujka 2016. Pristupljeno 19. veljače 2010.